# Пушкаров, Никола
Никола Петков Пушкаров — болгарский почвовед, родоначальник почвоведения в Болгарии. Участник борьбы за освобождение Македонии от турецкого ига. Член Внутренней македонско-одринской революционной организации.

## Биография
Никола Пушкаров родился 14 декабря 1874 года, в болгарском городе Пирдоп, незадолго до освобождения Болгарии от османского ига. Брат генерала Стояна Пушкарова. Начальное образование получил в родном городе, окончил гимназию в Софии, учительствовал в Мирково. В период 1898—1901 гг. Пушкаров изучал естественные науки в софийском Высшем училище.
Затем Пушкаров переехал в Македонию и начал преподавать в Скопской болгарской гимназии. В Скопье он стал членом Внутренней македонско-одринской революционной организации. В 1902 году получил задание от Гоце Делчева усилить кадрами Скопский революционный округ. Вскоре Никола Пушкаров был избран председателем Скопского революционного комитета. Перед началом Илинденского восстания 1903 года привёл из Болгарии чету из 18 человек, доставившую 100 кг динамита и 200 бомб. Пушкаров возглавил повстанческие силы в Скопском округе. Чета Пушкарова взаимодействовала с четами воевод Сотира Атанасова, Атанаса Мурджева и Димитра Ганчева. 1 августа чета Пушкарова взорвала железнодорожную линию Скопье — Салоники близ станции Новачани и пустила под откос армейский поезд из 32 вагонов. 3 августа его чета отбивает у турецких аскеров мост на реке Вардар. 4 августа освобождает из турецкого плена 50 жителей села Козле. 5 августа, понеся большие потери, освобождает Ветренский монастырь. 20 августа чета через Вране отступает из Османской империи на территорию Болгарии вместе с присоединившейся четой свето-никольского воеводы Боби Стойчева.
Вскоре Никола Пушкаров сформировал новую чету и с нею возвращается в Македонию. В октябре 1903 году он дал сражение в Пролесе, после чего вновь вернулся в Болгарию. Пушкаров редактировал бюллетень Внутренней македонско-одринской революционной организации «Свобода или смърт».
В Болгарии Пушкаров посвятил себя научной работе. Изучал почвенные типы, составил карту урочища «Софийское поле», выделив здесь чернозёмы, «чернозёмные почвы», луговые почвы, терра-росса на известняках, болотные и «наносные» (пойменные) почвы; всем этим почвам была дана подробная профильная химическая характеристика. В 1931 году Пушкаров создал первую почвенную карту Болгарии.
После Первой мировой войны Пушкаров некоторое время состоял во Временном представительстве Внутренней македонско-одринской революционной организации, прекратившем свою деятельность в 1919—1920 годах.
Умер 18 февраля 1943 года.

## Семья
Был женат на Славке Чакыровой-Пушкаровой из Струги.

## Память
Родной дом Пушкарова в Пирдопе — ныне мемориальный дом-музей (Пирдоп, ул. «Никола Пушкаров» № 4). Имя Пушкарова присвоено Институту почвоведения в Софии.